# Protesto
Il protesto, in diritto italiano, è un atto pubblico con il quale si attesta l'avvenuta presentazione di una cambiale o di un assegno al debitore (protestato) e il rifiuto da parte dello stesso di pagare o accettare il titolo.

## Disciplina normativa
La disciplina fondamentale del protesto è contenuta negli artt. da 51 a 73 del R.D. 14 dicembre 1933 n. 1669 per la cambiale e negli artt. da 45 a 65 del R.D. 21 dicembre 1933, n. 1736 per l'assegno, successivamente è intervenuta la legge 12 giugno 1973, n. 349 a dettare alcune modificazioni per entrambi i titoli di credito.
La pubblicità del protesto, a cura della camera di commercio, industria, artigianato e agricoltura, è invece disciplinata dalla legge 18 agosto 2000, n. 235.

## Caratteristiche

### Soggetti competenti
Competenti a redigere l'atto - detto levata di protesto - sono i pubblici ufficiali abilitati (detti ufficiali levatori). Ai sensi della legge 12 giugno 1973, n. 349 sono ufficiali levatori:
- l'ufficiale giudiziario competente per territorio;
- il notaio;
- il segretario comunale, nei comuni che non sono sedi di notaio o ufficiale giudiziario, nonché, secondo la giurisprudenza, tutte le volte che costoro sono indisponibili per legittimo impedimento o assenza.

Il creditore consegna il titolo all'ufficiale levatore, che si reca presso il domicilio del debitore per chiederne il pagamento o l'accettazione; a fronte del rifiuto, l'ufficiale procede alla redazione del protesto, rendendo in questo modo esecutivo il titolo. Nella pratica, per svolgere dette operazioni - esclusa, comunque, la redazione dell'atto - l'ufficiale giudiziario e il notaio sono autorizzati a servirsi di ausiliari  (i cosiddetti presentatori), in possesso di determinati requisiti, nominati su loro designazione dal presidente della corte di appello, così come il segretario comunale può servirsi del messo comunale.

### Effetti
Il protesto fa decorrere gli effetti civili tipici dell'inadempimento (interessi di mora, possibilità di procedere al pignoramento previo precetto ecc.), ed è titolo esecutivo che il creditore può usare per procedere nei confronti del debitore.
Il protesto è inoltre presupposto essenziale per poter esercitare l'azione di regresso che spetta al portatore del titolo nei confronti degli obbligati di regresso (traente, giranti e loro avallanti); non è però necessario se il titolo contiene la clausola "senza spese", "senza protesto" o altra equivalente.
Nel caso di assegno bancario comporta altresì l'applicazione di una sanzione amministrativa a carico del protestato, che può essere evitata pagando entro sessanta giorni dalla scadenza del termine di presentazione del titolo. Il protestato in questo caso viene inoltre inserito nell'archivio informatizzato degli assegni bancari e postali e delle carte di pagamento istituito presso la Banca d'Italia, con il conseguente divieto di emettere assegni per la durata di sei mesi (cd. revoca di sistema). Anche questa sanzione si può evitare dimostrando il pagamento dell'importo facciale dell'assegno, degli interessi al saggio legale dalla data di presentazione alla data di pagamento, delle spese di protesto e della penale del 10% entro il termine di cui sopra.

### Pubblicità
Il protesto è oggetto di pubblicità allo scopo di tutelare chiunque abbia rapporti economici con il protestato; di fatto tale pubblicità finisce anche per avere un incisivo effetto sanzionatorio, giacché rende pressoché impossibile per il protestato l'accesso al credito (con il rischio, tenuto presente dalla legislazione più recente, di spingerlo nelle mani degli usurai).
In passato la pubblicità consisteva nell'iscrizione dei protestati in un apposito elenco, tenuto presso il tribunale, una copia del quale era periodicamente trasmessa alla camera di commercio che pubblicava un apposito bollettino. Dal 1995, invece, gli ufficiali levatori trasmettono alla camera di commercio competente per territorio, entro il primo giorno di ogni mese, l'elenco dei soggetti protestati nel corso del mese precedente (fino al giorno 26 compreso).
Entro 10 giorni dalla trasmissione dell'elenco, la camera di commercio cura l'inserimento dei protestati in apposito registro, ora detto registro informatico dei protesti, tenuto con modalità informatiche. Il protestato resta iscritto in tale registro per cinque anni, ma può esserne cancellato prima, se gli è stata concessa la riabilitazione.

### Riabilitazione
La riabilitazione del protestato è concessa a condizione che:
- venga dimostrato il pagamento del titolo protestato;
- sia trascorso almeno un anno dalla levata di protesto;
- il protestato non abbia subito altri protesti nell'ultimo anno solare.

La riabilitazione è concessa con decreto del presidente del tribunale ordinario su istanza del protestato; contro il diniego, il protestato può ricorrere, entro 10 giorni, alla corte d'appello. Presentando il provvedimento di riabilitazione alla camera di commercio, il protestato può chiedere di essere cancellato dal registro informatico dei protesti.